# Hidroxid de litiu
Hidroxidul de litiu este o bază alcătuită dintr-o grupare hidroxil și un atom de litiu. Formula sa chimică este LiOH.

## Obtinere

### Preparare în laborator
În laborator, hidroxidul de litiu poate fi produs prin introducerea unei bucăți de litiu în apă cu degajare de hidrogen.
2Li + 2H2O  → 2LiOH + H2

## Reacții
2LiOH + Mg → Mg(OH)2 + 2Li

## Aplicații
Este utilizat la alcalinizarea agentului de răcire din reactorii nucleari cu apă sub presiune.
1. ↑  „Hidroxid de litiu”, Lithium hydroxide (în engleză), PubChem, accesat în 18 noiembrie 2016
2. 1 2 3  Lithiumhydroxid (în germană), GESTIS database, accesat în 2 decembrie 2018
3. ↑  Basic laboratory and industrial chemicals: A CRC quick reference handbook[*] Verificați valoarea |titlelink= (ajutor)